# Квілоане
Квілоане (англ. Qiloane) — одна з місцевих громад, що розташована в районі Масеру, Лесото. Населення місцевої громади у 2006 році становило 24 093 особи.